# Consalvo Carelli
Pour les articles homonymes, voir Carelli.
Consalvo Carelli (Naples, 29 mars 1818 – Naples, 2 décembre 1900) est un peintre italien qui fut actif au XIXe siècle.

## Biographie
Consalvo Carelli est un peintre napolitain de vedute faisant partie de la Scuola di Posillipo. Consalvo Carelli est le fils  de Raffaele Carelli (1795 - 1864), le frère de Gabriele Carelli (1820 - 1900)  et le père Giuseppe Carelli (1858 - 1921) tous peintres.
Il reçoit ses premiers rudiments de peinture auprès de son père, puis de l'Écossais William Leicht. Il expose pour la première fois à seulement douze ans à l'exposition du Museo Borbonico de Naples. Il y remporte une médaille d'argent de deuxième classe en 1833 (il a quinze ans) pour un tableau intitulé Piazza della Vicaria, acheté par la reine. Deux ans plus tard, il remporte une médaille d'argent de première classe. Il se fait rapidement connaître sur la scène artistique napolitaine et bénéficie de la protection de puissantes familles, telles que les Goerace et Meuricoffre, ou encore le comte de Montesantangelo.
En 1837, il vend au roi deux tableaux, conservés aujourd'hui au palais royal: une Vue de Naples avec la tour de la Poudrière et une Vue de Cava. Il déménage ensuite à Rome où il peint des paysages de la campagne romaine, des scènes de genre de la vie populaire, ainsi que des panoramas de sa ville natale, soit selon la technique de la tempera à l'huile, soit l'aquarelle.
Après quatre ans, il retourne à Naples, où il expose à la Borbonica les tableaux de sa période romaine. Il s'installe ensuite à Paris où il gagne une médaille d'or au Salon international des arts pendant trois années de suite, de 1842 à 1844.
Il s'établit de nouveau à Naples en 1844 et prend part à toutes les expositions importantes de l'Académie royale des beaux-arts où il présente des paysages de Naples, de Palerme ou de Rome, des pastorales et des scènes paysannes. En 1845, l'ambassadeur russe à Naples lui commande pour le compte de l'empereur Nicolas Ier deux grandes toiles représentant Naples à partir des jardins royaux des Portiques et Naples vue du couvent des Camaldules; ces œuvres se trouvent aujourd'hui au musée de l'Ermitage de Saint-Pétersbourg. 
Carelli pendant son séjour romain fit la connaissance de Massimo d'Azeglio et prit part en 1860 à la bataille du Volturno. Il fit aussi la connaissance à la même époque d'Alexandre Dumas, dont il illustra le livre De Naples à Rome. Il illustra aussi un album sur le brigandage qui se trouve actuellement à la Bibliothèque royale de Turin.
Il donna des leçons de peinture à la reine Marguerite et en 1866 fut nommé membre de l'Académie de Saint Luc.

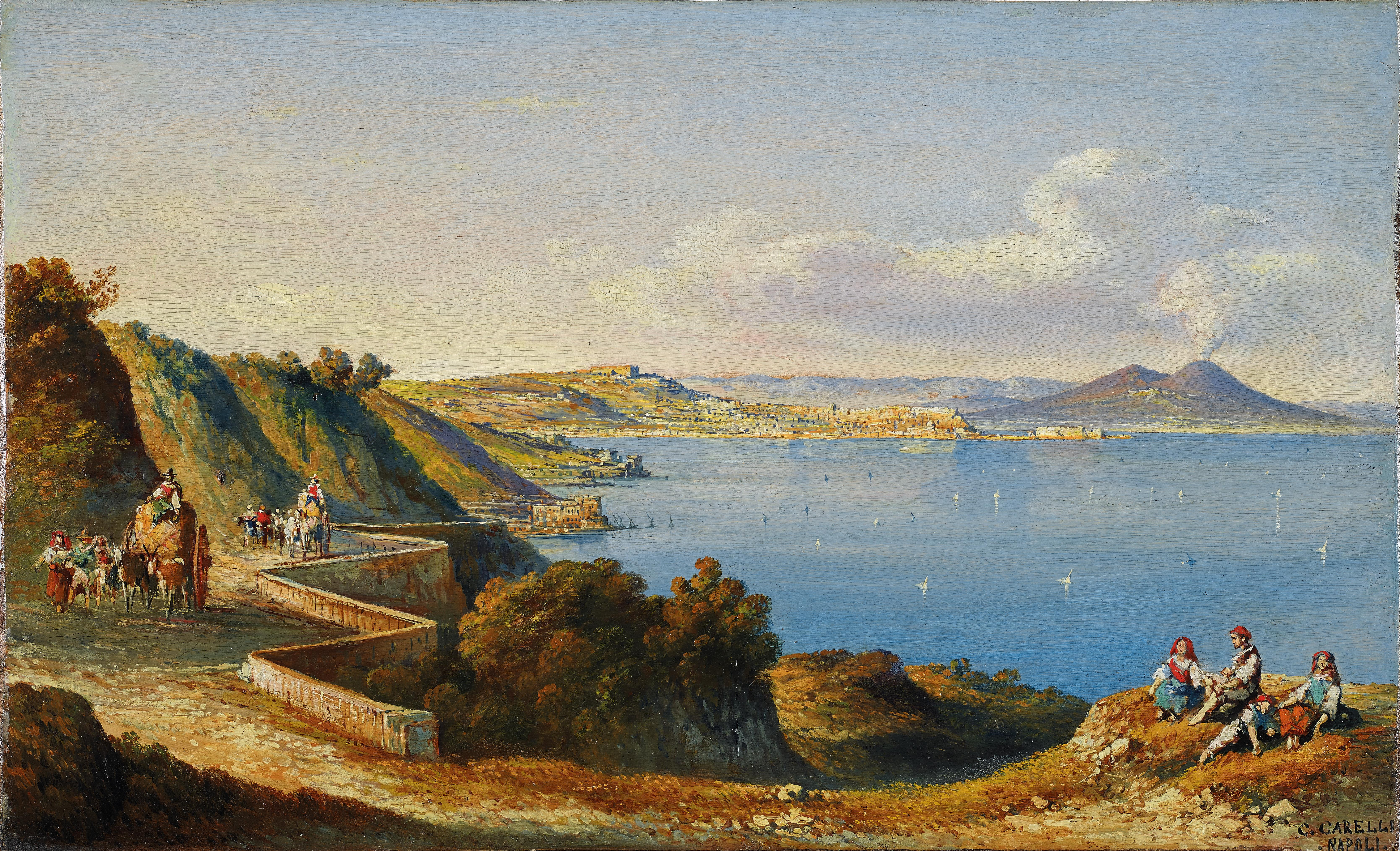
Vue de la baie de Naples
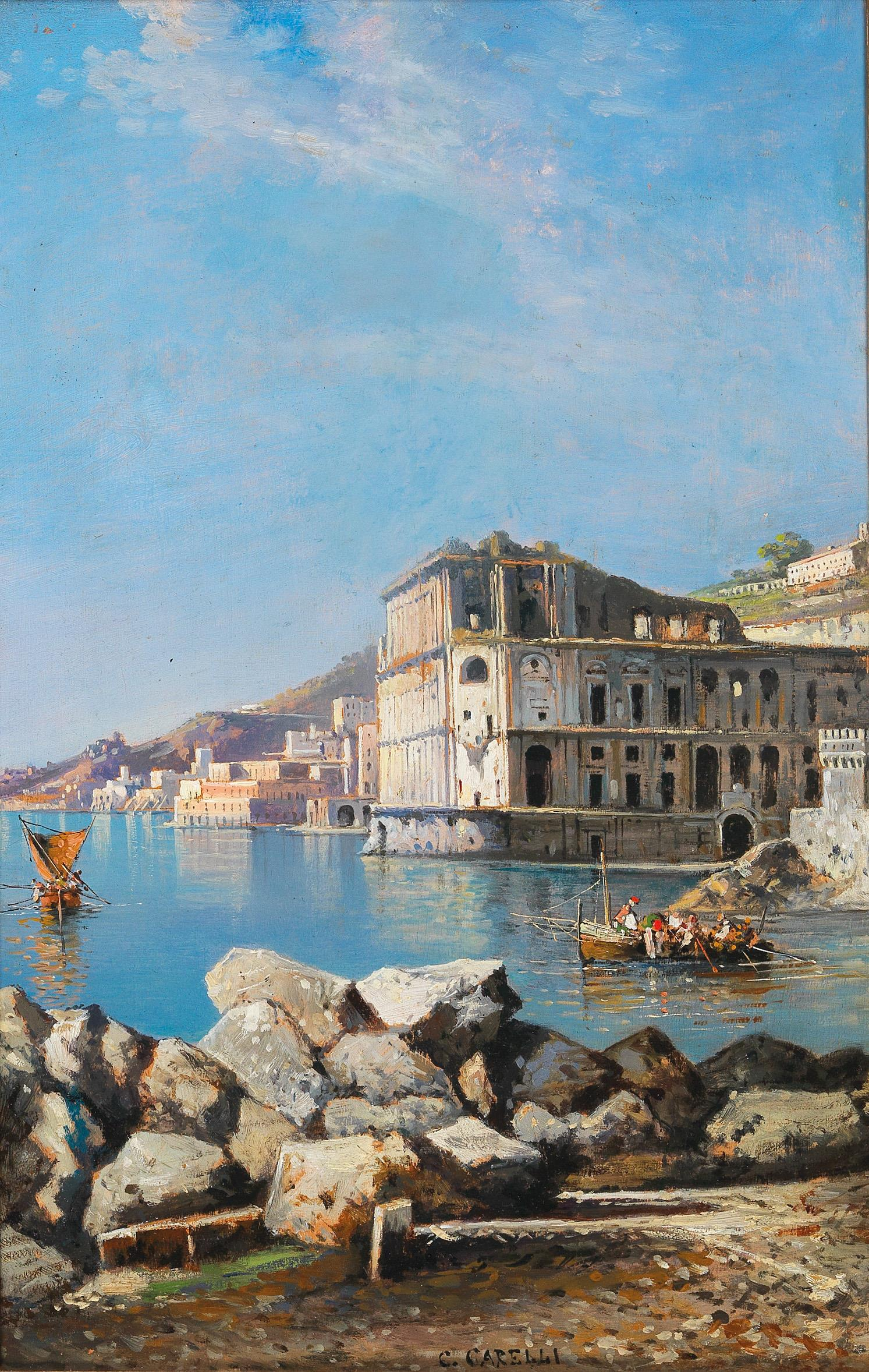
Le Palazzo Donn'Anna

## Œuvres
- Paysage près de Naples avec l'île de Capri en fond (1851).
- Veduta di Taormina (« Vue de Taormine »).
- Palerme et Monte Pellegrino (1841).
- Veduta del Santuario di Montevergine dalla strada per Avellino.
- Pêcheurs près des côtes de Pouzzoles et le Vésuve en arrière-plan.
- Preghiera a Sorrento (« Prière à Sorrente »), huile sur toile de  40 cm × 30 cm.
- Il bosco di Fontainebleau (« La Forêt de Fontainebleau »), huile sur papier, collé sur toile de 40 cm × 56 cm.

## Sources
- x